# Francis af Teck (1870-1910)
Prins Francis („Frank“) Joseph Leopold Fredrick af Teck, (tysk: Franz von Teck) GCVO, DSO (født 9. januar 1870 på Kensington Palace i London, England, død 22. oktober 1910 i West End, Westminster, London) var en britisk prins og officer af tysk–ungarsk oprindelse. Han tilhørte en ikke–arveberettiget (morganatisk) sidegren til det württembergske kongehus.
Francis af Teck var bror til dronning Mary af Storbritannien samt svoger til kong Georg 5. af Storbritannien. Hans søster blev svigerinde til dronning Maud af Norge. Han var oldesøn af kong Georg 3. af Storbritannien.

## Officer
Teck fik sin militære uddannelse på Sandhurst, og han gik ind i hæren i 1889. I 1896 blev han sendt til Quetta i Baluchistan i den nordvestlige del af Britisk Indien. 
I 1897–98 deltog Francis af Teck i den anglo-egyptiske hærs nedkæmpelse af Mahdistoprøret i Sudan. I 1898–1900 deltog han i den Anden Boerkrig i Sydafrika. Da han forlod hæren i 1902 havde han rang som  major.

## Privatliv
Francis af Teck blev aldrig gift. Han var en kvindebedårer, og han havde en del affærer. Han blev far til børn, som var fødte udenfor ægteskab.
Ifølge familietraditionen er han oldefar til den engelske skuespillerinde Sarah Miles (født 1941). Hun er datter af Clarice Vera Remnant (‘Wren’) og John Miles. Hendes morfar (Francis (eller Frank) Remnant, født i 1894) hævdedes at være en uægte søn af Francis af Teck.
Ifølge Julia P. Gelardi's bog Born to Rule (udgivet 2005), var prinsesse Maud af Wales interesseret i Francis af Teck, der var hendes brors svoger. Parret udvekslede en del breve, men efterhånden ebbede romancen ud. 
Maud af Wales giftede sig i stedet med sin fætter, den danske søofficer prins Carl af Danmark. I 1905 blev Maud og Carl (som Haakon 7.) det selvstændige Norges første kongepar.

## Skandalen om Cambridge Emeralds
Francis af Teck's mormor og morfar (hertuginden og hertugen af Cambridge) havde købt Cambridge Emeralds, der bestod af omkring 30–40 smaragder. Francis havde arvet smykkerne gennem sin mor.
Det var almindeligt antaget, at den ugifte Francis ville testamentere smykkerne til sin søster Mary af Storbritannien, der lige var blevet britisk dronning. Da testamentet blev åbnet, opdagede den forfærdede familie, at Francis i stedet havde testamenteret Cambridge Emeralds til sin elskerinde Nellie Baldock (egentligt Ellen Constance Baldock, død 1920). Hun var gift med Francis Needham, 3, jarl af Kilmorey (1842–1915).
Dronning Mary besluttede at købe Cambridge Emeralds tilbage i hemmelighed, men hun måtte betale £10.000, der var en betydelig overpris. Smykkerne blev indarbejdet i den parure, som dronning Mary bar, da hun blev kronet til indisk kejserinde i Delhi i 1911.

## Forfædre
Francis af Teck var sønnesøn af Alexander af Württemberg (1804–1885).
Han var oldesøn af Ludvig, prins af Württemberg, Henriette af Nassau-Weilburg (1780–1857), Georg 3. af Storbritannien, Charlotte af Mecklenburg-Strelitz, den danske general Frederik af Hessen-Kassel (1747–1837) og Karoline Polyxene af Nassau-Usingen. 
Francis af Teck var tipoldesøn af regerende hertug Frederik 2. Eugen af Württemberg, fyrste Karl Christian af Nassau-Weilburg og den hollandske regentinde Caroline af Oranien-Nassau-Diez, Frederik Ludvig af Wales og Augusta af Sachsen-Gotha (forældre til dronning Caroline Mathilde af Danmark–Norge) samt Frederik 2. af Hessen-Kassel og Marie af Storbritannien.